# Linnaemya pellex
Linnaemya pellex är en tvåvingeart som beskrevs av Louis-Paul Mesnil 1957. Linnaemya pellex ingår i släktet Linnaemya och familjen parasitflugor.
Artens utbredningsområde är Myanmar. Inga underarter finns listade i Catalogue of Life.